# Дроздова Лілія Степанівна
Лілія Степанівна Дроздова (нар. 12 червня 1927 — пом. 5 липня 2011) — радянська і російська акторка театру і кіно. Лауреатка Сталінської премії третього ступеня (1952). Народна артистка РРФСР (1971).

## Біографія
Лілія Степанівна Дроздова народилася 12 червня 1927 року в Байрам-Алі (нині Туркменістан).
Брала участь у німецько-радянській війні 1941—1945 років.
У 1950 році закінчила Мінський театральний інститут і з 1950 по 1957 роки грала в Білоруському національному театрі імені Я. Купали.
З 1957 року працювала в Горьківському театрі драми імені М. Горького. Зіграла близько 40 ролей.
Померла 5 липня 2011 року. Похована в Нижньому Новгороді на Червоному цвинтарі.

## Театральні роботи
- «Моя дорога Памела» (Джон Патрік) — Памела
- «Дивна місіс Севідж» (Джон Патрік) — місіс Севідж

## Фільмографія
1. 1952 — Павлинка — Павлинка
2. 1953 — Співають жайворонки — Настя Вербицька
3. 1954 — Хто сміється останнім — Віра Михайлівна, науковий співробітник
4. 1955 — Нестерка — Настя
5. 1964 — Сумка, повна сердець — Арина Трохимівна, сільський листоноша

## Нагороди та премії
- Орден «Знак Пошани».
- Орден Вітчизняної війни II ступеня (1985).
- медалі
- Сталінська премія третього ступеня (1952) — за роль Насті Вербицької у виставі «Співають жайворонки» Кіндрата Кропиви, поставлений на сцені Білоруського академічного драматичного театру імені Я. Купали.
- Заслужена артистка Білоруської РСР.
- Народна артистка РРФСР (1971).
- Премія імені Н. В. Собольщикова-Самаріна.